# Nistelrode

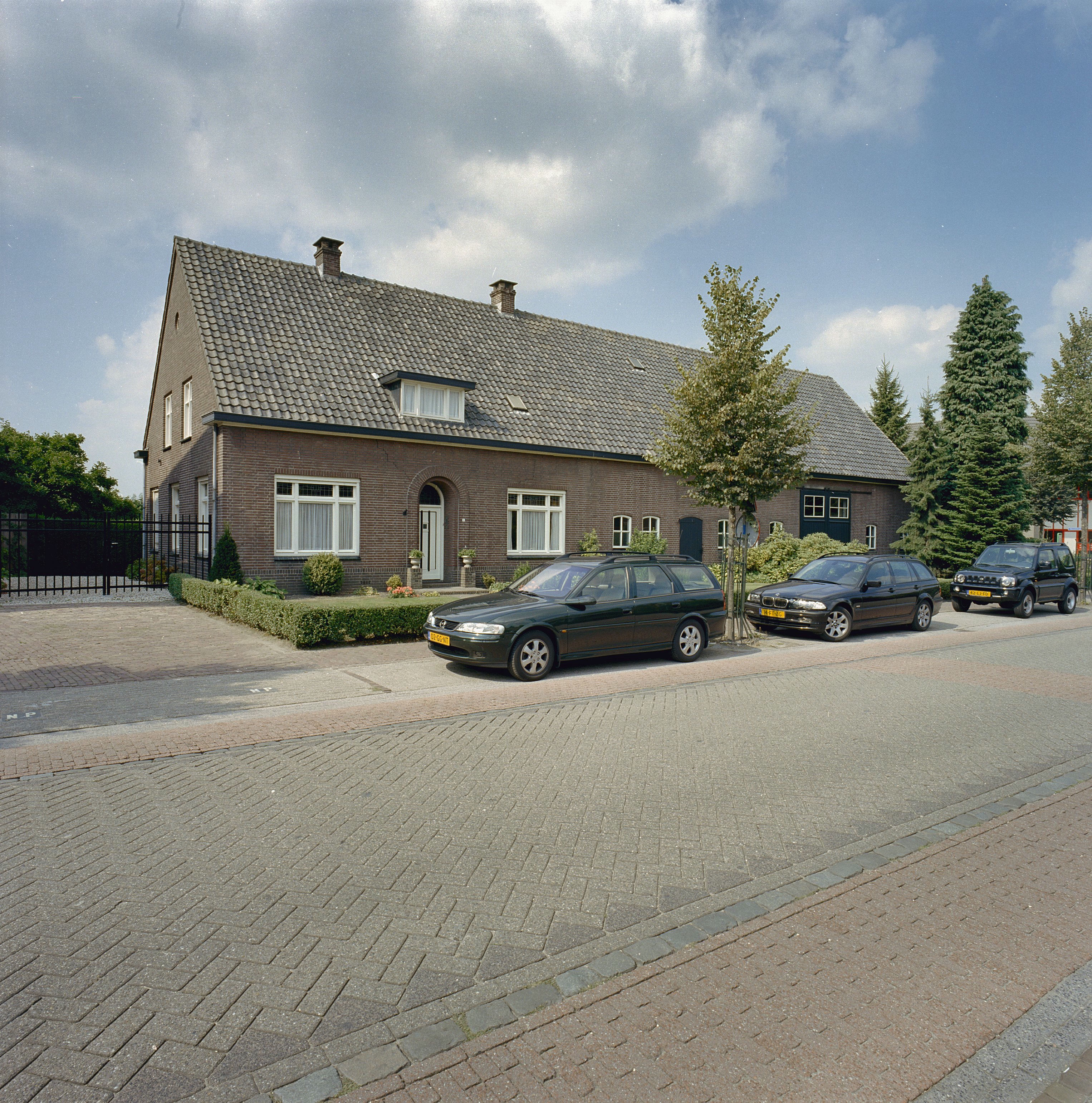
Edificio storico di Nistelrode

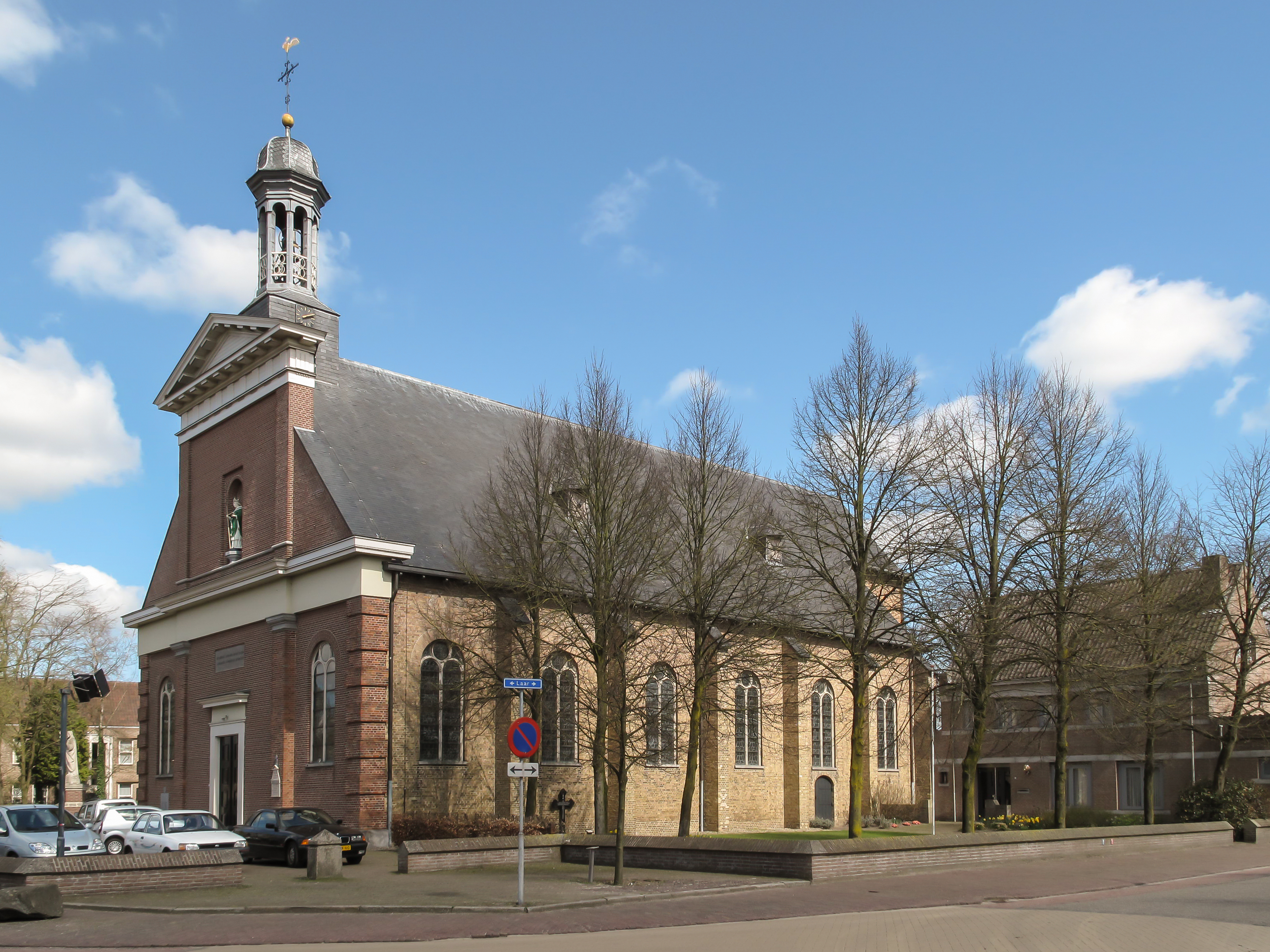
Nistelrode: la chiesa di San Lamberto

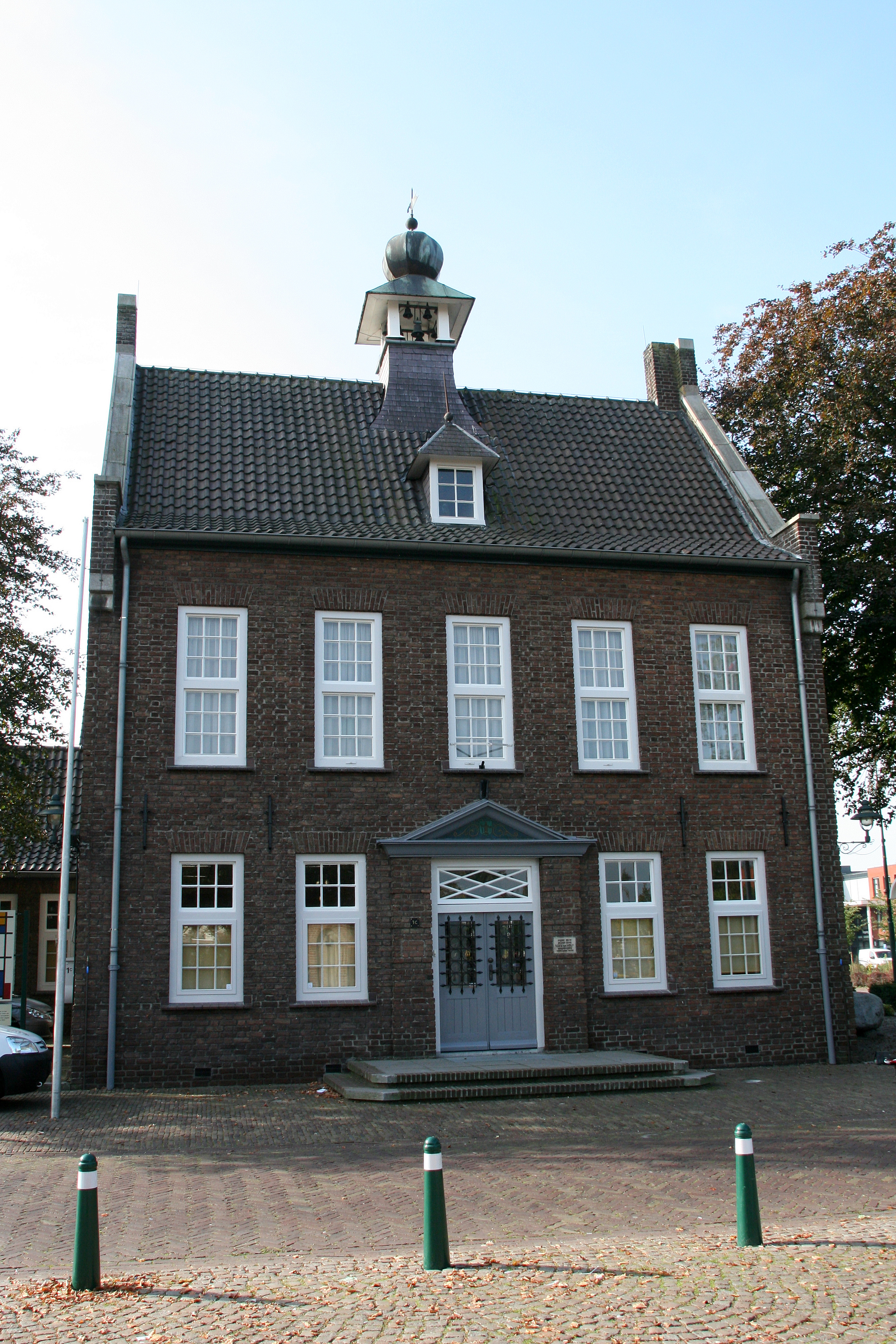
Nistelrode: l'ex-municipio

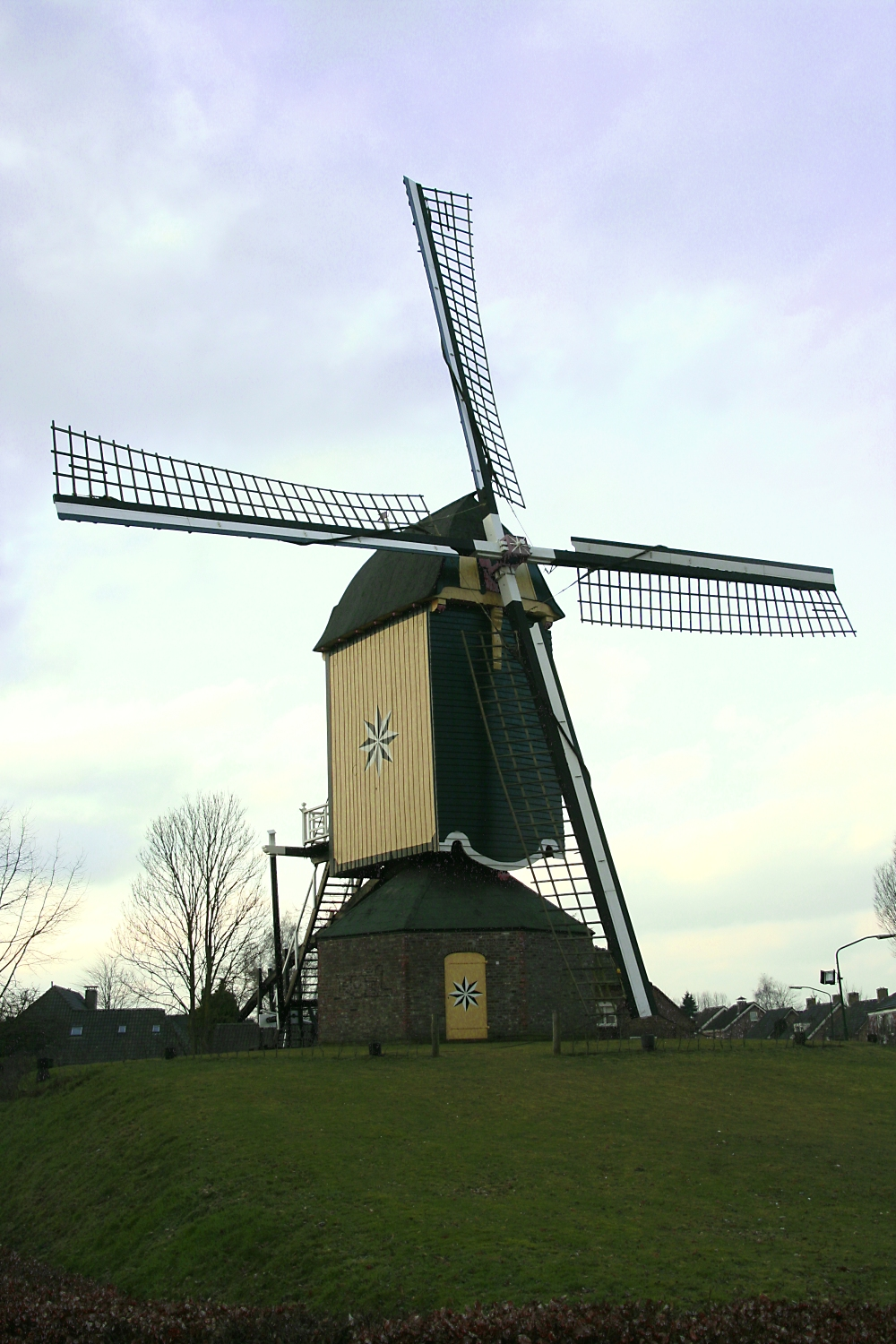
Nistelrode: il mulino De Windlust

Nistelrode (in brabantino: Nisselròòi o Nisserói) è una località di circa 5.300 abitanti del sud-est dei Paesi Bassi, facente parte della provincia del Brabante Settentrionale (Noord-Brabant) e situata nella regione del Brabante nord-occidentale, al confine con la Germania. Dal punto di vista amministrativo, si tratta di un ex-comune, dal 1994 accorpato alla municipalità di Heesch, divenuta poi nel 1995 la nuova municipalità di Bernheze.

## Geografia fisica
Nistelrode si estende a sud del corso della Mosa, tra le località di Zevenbergen e Loosbroek (rispettivamente a sud della prima e a nord della seconda).

## Origini del nome
Il toponimo Nistelrode, attestato anticamente come Nisterle (XIII secolo), Nysterle (1291), Nistelre (1312), Nistelroey (1538), Nistelroye (1560), Nestelen (1665) e Nistelro (1773), è formato dal termine *Nist, che forse indicava un nido, e dal termine rode, che significa "bonifica".

## Storia

### Dalle origini ai giorni nostri
Nel 1430, fu eretta a Nistelrode una cappella dedicata a Sant'Antonio, che poi sarebbe stata demolita nel 1841.

### Simboli
Nello stemma di Nistelrode è raffigurato San Lamberto (in color oro su sfondo blu), che regge con la mano destra un bastone e con il palmo della sinistra una piccola chiesa.

## Monumenti e luoghi d'interesse
Nistelrode vanta 9 edifici classificati come rijksmonumenten.

### Architetture religiose

#### Chiesa di San Lamberto
Principale edificio religioso di Nistelrode è la chiesa di San Lamberto, costruita nel 1842.

### Municipio
Altro edificio d'interesse è l'ex-municipio, costruito nel 1938 su progetto dell'architetto C. Roffelsen secondo il tradizionale stile olandese.

#### Mulino De Windlust
Altro edificio d'interesse è "De Windlust", un mulino a vento risalente al 1532 e rifatto nel 1898.

## Società

### Evoluzione demografica
Al censimento del 1º gennaio 2018, Nistelrode contava una popolazione pari a 5.350 abitanti, in maggioranza (50,6%) di sesso maschile.
La popolazione al di sotto dei 26 anni era pari a 1.525 unità (di cui 805 erano i ragazzi e i bambini al di sotto dei 16 anni), mentre la popolazione dai 65 anni in su era pari a 1.125 unità.
Il dato è in lievo incremento rispetto al 2017, quando Nistelrode contava 5.270 abitanti Il dato del 2017 è però in netto calo rispetto a quello dei 4 anni precedenti, quando il dato della popolazione di Nistelrode contava un minimo di 6.065 abitanti (nel 2013 e 2015) e un massimo di 6.090 abitanti (nel 2016).

## Cultura

### Musei
In una fattoria di Nistelorode è ospitato il Natuurcentrum De Maashorst, un museo dedicato alla storia e alla geologia locale.

## Geografia antropica

### Suddivisioni amministrative
Il villaggio Nistelrode è suddiviso in 8 buurtschappen:
- Bus
- Donzel
- Kantje
- Loo (in gran parte)
- Menzel
- De Rakt (in parte)
- Slabroek (in piccola parte)
- Zevenbergen

Della buurtschap di Slabroek fanno parte di Nistelrode soltanto due edifici.